# Rajd Wisły 1993
Rajd Wisły 1993 – 41. edycja Rajdu Wisły. Był to rajd samochodowy rozgrywany od 24 do 25 września 1993 roku. Była to szósta runda Rajdowych Samochodowych Mistrzostw Polski w roku 1993. Rajd składał się z dwudziestu czterech odcinków specjalnych.

## Wyniki końcowe rajdu[1]
| Miejsce | Kierowca            | Pilot             | Samochód                  | Czas    | Strata | Grupa Klasa |
| ------- | ------------------- | ----------------- | ------------------------- | ------- | ------ | ----------- |
| 1       | Robert Herba        | Artur Skorupa     | Nissan Sunny GTI-R        | 1:35:54 | -      | N4          |
| 2       | Piotr Kufrej        | Maciej Hołuj      | Nissan Sunny GTI-R        | 1:35:55 | +1     | N4          |
| 3       | Wiesław Stec        | Jerzy Bigos       | Mitsubishi Galant VR-4    | 1:37:33 | +1:39  | N4          |
| 4       | Paweł Przybylski    | Krzysztof Gęborys | Toyota Celica GT-4        | 1:38:06 | +2:12  | A8          |
| 5       | Andrzej Chojnacki   | Piotr Namysłowski | Ford Escort RS Cosworth   | 1:40:23 | +4:29  | N4          |
| 6       | Dariusz Wirkijowski | Marcin Augustyn   | Opel Kadett GSI 16V       | 1:42:44 | +6:50  | N3          |
| 7       | Waldemar Doskocz    | Jarosław Baran    | Peugeot 309 GTI           | 1:43:07 | +7:13  | A7          |
| 8       | Grzegorz Skiba      | Igor Bielecki     | Lancia Delta HF Integrale | 1:43:08 | +7:14  | N4          |
| 9       | Reinhard Veit       | Gerhard Weiss     | Opel Kadett GSI 16V       | 1:43:16 | +7:22  | N3          |
| 10      | Francois Wehrle     | Nadine Roetsch    | Renault 5 GT Turbo        | 1:43:44 | +7:50  | N4          |
| 11      | Paweł Noakowski     | Horst Muller      | Opel Kadett GSI 16V       | 1:45:36 | +9:42  | N3          |
| 12      | Bernd Hackmann      | Mirosław Knapik   | Opel Astra GSi 16V        | 1:48:57 | +13:03 | N3          |
| 13      | Piotr Świeboda      | Maria Wiechowska  | Łada Samara 2108          | 1:49:36 | +13:42 | A7          |

1. 1 2 3  Nieliczony w klasyfikacji RSMP